# The Gryb

The Gryb est un recueil, composé en 1976, de nouvelles de science-fiction écrites par A. E. van Vogt (Canada) et Edna Mayne Hull (Canada), et n'est pas traduit en français.

## Résumés
- The Gryb, titre original : Repetition, 1940, A. E. van Vogt ;
- Humans, Go Home, 1969, A. E. van Vogt ;
- The Problem Professor, titre original : Project - Spaceship, 1949, A. E. van Vogt ;
- The Invisibility Gambit, titre original : Abdication, 1943, Edna Mayne Hull ;
- Rebirth: Earth, titre original : The Flight That Failed, 1942, Edna Mayne Hull ;
- The Star-Saint, 1951, A. E. van Vogt.